# L'Innommable
L'Innommable est un roman de Samuel Beckett, écrit en français en 1949 et publié en 1953 aux éditions de Minuit.

## Historique
L'Innommable est le troisième roman d'une trilogie avec Molloy et Malone meurt. Ce roman est d'abord publié en français avant de l'être en anglais en 1958.

## Personnages
L'« innommable » est un homme immobile, incapable de bouger, incapable de parler, incapable de ne pas parler. Assis dans un endroit gris, environné de gris, il ne voit presque rien, n'entend rien, ne sent rien... Un homme réduit à sa plus simple expression, à savoir une conscience. Conscience d'être / d'avoir une conscience, qui dit "je", qui se cherche, qui cherche ce qu'est la vie.
Cependant, puisqu'il « a à parler », il parle, de ce qu'il sait ou plutôt, de ce qu'il ne sait pas, de ses doutes, de ce que lui disent ses voix intérieures (« eux »), des histoires des différents personnages qu'il convoque et que, d'une certaine manière, il essaie d'être : Mahood, homme tronc dans une jarre, que personne ou presque ne voit, mais qui lui, au moins, existe, ou Worm l'inadapté total, une conscience brute jadis alerte et qui depuis veille.
Beckett va toujours plus loin dans le questionnement de la vie, de ce qu'elle est, des indices de sa présence ou de son absence. Le personnage principal de l'Innommable peut être vu comme la suite logique, finale, de l'évolution des personnages précédents (Molloy, Moran, Malone).

## Réception critique
« Peut-être ne sommes-nous pas en présence d'un livre, mais peut-être s'agit-il de bien plus que d'un livre de l'approche pure du mouvement d'où viennent tous les livres ; de ce point originel où sans doute l'œuvre se perd, qui toujours ruine l'œuvre, qui en elle restaure le désœuvrement sans fin, mais avec lequel il lui faut aussi entretenir un rapport toujours plus initial ; sous peine de n'être rien. C'est à épuiser l'infini qu'est condamné l'Innommable. » (Maurice Blanchot, Le Livre à venir, 1959)

## Éditions
- Les Éditions de Minuit, 1953, rééd. 1992,  (ISBN 2-7073-0669-X)
- Union générale d'éditions, coll. « 10/18 », 1972
- Coll. « Double », Les Éditions Gallimard, 2004

- (en) Grove Press, New York, 1958
- (en) éd. Calder, Londres, 1959
- L'Innommable a aussi été publié[1] en : Allemand, Danois, Espagnol, Hébreu, Néerlandais, Norvégien et Suédois.